# Alterazione della tensione indotta da cariche
L'alterazione della tensione indotta da cariche (CIVA) è una tecnica di analisi e ricerca di difetti e guasti usata nella produzione di circuiti integrati a semiconduttore in tecnologia CMOS. 

## Teoria di funzionamento
La tecnica utilizza per la ricerca dei guasti la microscopia eletettronica a scansione. La scansione di un fascio di elettroni sulla superficie di un dispositivo elettrico può avere come risultato l'accumularsi di cariche addizionali sui conduttori scollegati dal resto del circuito (conduttori flottanti). Se un dispositivo CMOS risulta polarizzato attivamente, la presenza di conduttori aperti potrebbe consentire il funzionamento del circuito funzioni a basse frequenze di clock per effetto tunnel. Immettendo delle cariche nei conduttori flottanti che si trovano a funzionare quanticamente, è possibile produrre un carico addizionale che può essere rilevato monitorando la corrente dell'alimentatore. Queste variazioni della corrente di alimentazione possono essere associate alla immagine visiva del dispositivo alle coordinate in cui la variazione viene riscontrata. Il risultato si concretizza in una immagine SEM con una sovrapposizione dei conduttori flottanti.